# Névache
Névache település Franciaországban, Hautes-Alpes megyében. Lakosainak száma 360 fő (2022. január 1.). Névache Le Monêtier-les-Bains, Montgenèvre, La Salle-les-Alpes, Val-des-Prés, Modane, Orelle, Valloire, Valmeinier, Bardonecchia, Cesana Torinese és Oulx községekkel határos.

## Népesség
A település népességének változása:
| Lakosok száma | 128  | 191  | 245  | 321  | 362  | 359  | 356  | 359  | 357  | 360  |
|               | 1968 | 1982 | 1990 | 2006 | 2013 | 2015 | 2017 | 2019 | 2020 | 2022 |